# Archeria hirtella
Archeria hirtella är en ljungväxtart som först beskrevs av J. D. Hook., och fick sitt nu gällande namn av J. D. Hook. Archeria hirtella ingår i släktet Archeria och familjen ljungväxter. Inga underarter finns listade i Catalogue of Life.